# Rockenstuhl (Berg)

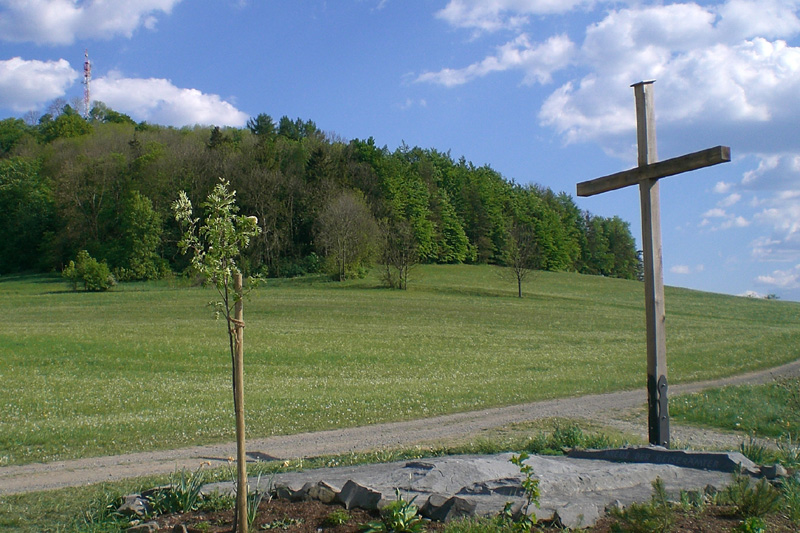
Rockenstuhl und Kreuz der Geiserämter

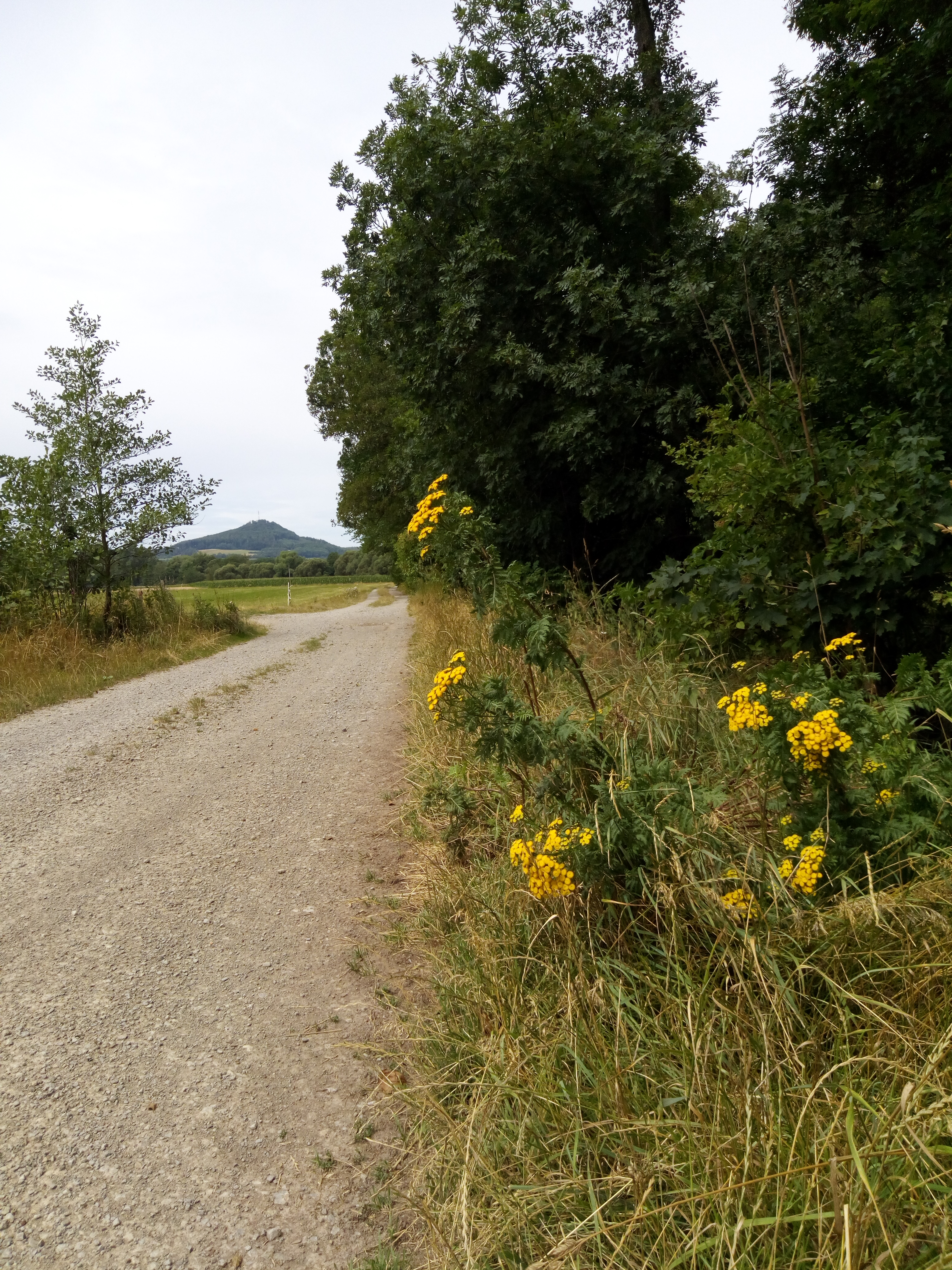
Der Rockenstuhl vom Tanner Ortsteil Günthers aus gesehen.

Der Rockenstuhl ist ein Berg westlich Motzlar in der Gemeinde Schleid im Wartburgkreis in Thüringen. Sein Westhang gehört bereits zu Geismar. Der Berg war namengebend für die ehemalige Gemeinde Rockenstuhl. Der Basaltkegel hat eine Höhe von 528,5 m ü. NHN. Er wird östlich von der Ulster und westlich von der Geisa begrenzt. Naturräumlich gehört der Berg zur Vorderrhön bzw. Kuppenrhön.

## Geschichte
Bereits im 12. Jahrhundert wurde durch das Kloster Fulda eine Burg auf dem Berg errichtet und als Lehen an die späteren Herren von Rockenstuhl vergeben. Der Rockenstuhl hatte für das Kloster große strategische Bedeutung, die Burg war auch ab 1327 Mittelpunkt und Sitz des fuldischen Amtes Rockenstuhl. Als sich 1265 einige der Burgmannen gegen das Kloster verschworen hatten und sich in der Burg verschanzten, musste Fürstabt Bertho II. diese mit einer Belagerung zurückerobern. Unter Fürstabt Heinrich VII. von Kranlucken (Craluck) wurde 1354 eine dem Heiligen Pankratius geweihte Kapelle erbaut und durch einen Vikar der Pfarrei Schleid betreut.
In der Renaissancezeit nutzten die Fürstäbte von Fulda den Rockenstuhl als einen ihrer Jagdsitze. Im Bauernkrieg und in der Zeit des Dreißigjährigen Krieges suchten die Bewohner der umliegenden Dörfer Schutz hinter den Mauern der Burg. Die Gebäude sollen 1699 durch Brand oder Blitzschlag zerstört worden sein, von der Ruine blieben nur geringe Mauerreste vor Ort erhalten. Einige Fundstücke, die bei Bauarbeiten und Grabungen geborgen wurden, werden im Geisaer Heimatmuseum gezeigt.
Nachdem der Berg über Jahrzehnte unzugänglich im grenznahen Sperrgebiet lag, kann er heute wieder auf verschiedenen Wanderwegen erreicht werden. Auf dem Berggipfel wurde ein Schutzhaus für Wanderer mit Grillplatz, Aussichtsbalkon und Informationstafeln sowie Gedenktafeln für die Botaniker Adalbert Geheeb und Moritz Goldschmidt errichtet.
Auf dem Gipfel des Rockenstuhl befindet sich ein 46,84 Meter hoher Sendeturm.

## Historischer Lehrpfad „Geisa-Rockenstuhl“
Der Historische Lehrpfad Rockenstuhl ist ein 11 Kilometer langer Rundwanderweg, der von Geisa über Schleid auf den Rockenstuhl führt.